# Mermaids Casino
Mermaids Casino – kasyno położone przy Fremont Street Experience w Las Vegas, w amerykańskim stanie Nevada. Motywem przewodnim wystroju obiektu jest tematyka tropikalna.
W Mermaids znajdują się wyłącznie automaty do gier i maszyny do wideo-pokera; spowodowane jest to poniekąd stosunkowo niewielką powierzchnią użytkową Mermaids, wynoszącą 650 m².
Mermaids został otwarty 25 maja 1956 roku pod nazwą Silver Palace. Od 2007 roku jego właścicielem jest Steve Burnstine.